# 1988 SL3
1988 SL3 är en trojansk asteroid i Jupiters lagrangepunkt L5. Den upptäcktes 16 september 1988 av den amerikanska astronomen Schelte J. Bus vid Cerro Tololo.
Asteroiden har en diameter på ungefär 26 kilometer.